# Heterogramma
Heterogramma is een geslacht van vlinders van de familie spinneruilen (Erebidae), uit de onderfamilie Herminiinae.

## Soorten
- H. bogusalis Walker, 1859
- H. ceusalis Walker, 1859
- H. circumflexalis Guenée, 1854
- H. contempta Schaus, 1913
- H. flavipunctalis Dognin, 1914
- H. micculalis Guenée, 1854
- H. orthoscia Hampson
- H. terminalis Herrich-Schäffer